# Rajčany
Rajčany é um município da Eslováquia, situado no distrito de Topoľčany, na região de Nitra. Tem 5,86 km² de área e sua população em 2018 foi estimada em 518 habitantes.

## Demografia
| Ano:        | 1994 | 2004   | 2014   | 2024   |
| ----------- | ---- | ------ | ------ | ------ |
| Broj ljudi: | 562  | 574    | 547    | 528    |
| Razlika:    |      | +2,13% | -4,70% | -3,47% |

| Ano:               | 2023 | 2024 |
| ------------------ | ---- | ---- |
| Número de pessoas: | 528  | 528  |
| Diferença:         |      | +0%  |